# Phalaenopsis mariae
Phalaenopsis mariae  ist eine Orchideenart aus der Gattung Phalaenopsis, die so zu Ehren der Ehefrau Maria Burbidge des Erstbeschreibers F.W.T. Burbidge benannt wurde.

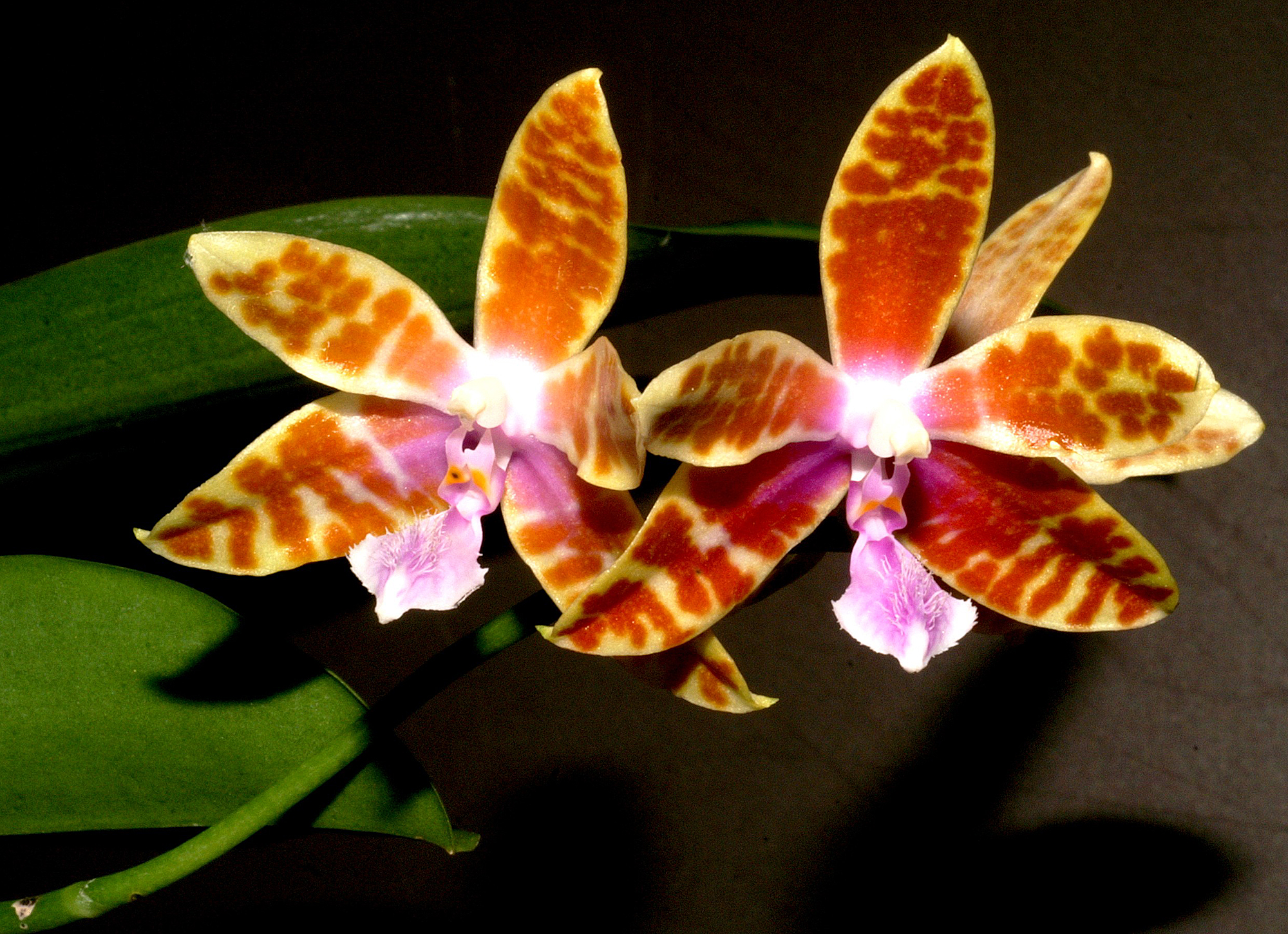
Blüten

## Beschreibung

### Vegetative Merkmale
Phalaenopsis mariae wächst monopodial, überwiegend als Epiphyt. Sie besitzt eine kurze Sprossachse. Die 3 bis 6 zungenförmig bis elliptisch zulaufenden dunkelgrünen, wenig fleischigen Laubblätter werden bis zu 8 cm breit und 35 cm lang. 

### Generative Merkmale
An den relativ langen und häufig verzweigten Blütenständen, die nach unten hängen, bilden sich in der Regel mehrere Blüten, die sich gleichzeitig öffnen. Die Blüte duftet leicht. Die zwittrige Blüte ist zygomorph und 4 bis 5 cm groß. Die elliptischen Kelchblätter (Sepalen) und etwas kleineren elliptischen Kronblätter (Petalen) sind bei geöffneter Blüte von der Basis leicht nach vorne gebogen. Die Grundfarbe der relativ fleischigen Blüten variiert von weiß bis milchigweiß mit längs laufenden unterschiedlich großen roten Flecken und Fleckansammlungen auf den Blütenblättern. Um den Bereich der Narbe findet sich eine violette Färbung in unterschiedlich starker Ausprägung. Die Lippe ist dreilappig und etwa 2 cm lang, der Kallus halbmondförmig und von einigen weißen Härchen bedeckt.
Nach der Bestäubung verwelken die Blütenblätter nicht, sie werden stattdessen grün bis zur vollständigen Reife der Kapselfrucht.
Im Artikel zu Phalaenopsis bastianii finden sich Unterscheidungsmerkmale, da diese beiden Arten große morphologische Ähnlichkeiten aufweisen.

## Verbreitung
Phalaenopsis mariae ist in den Philippinen und im Bereich Sabah der Insel Borneo in Höhenlagen von 600 Metern verbreitet. 

## Botanische Geschichte

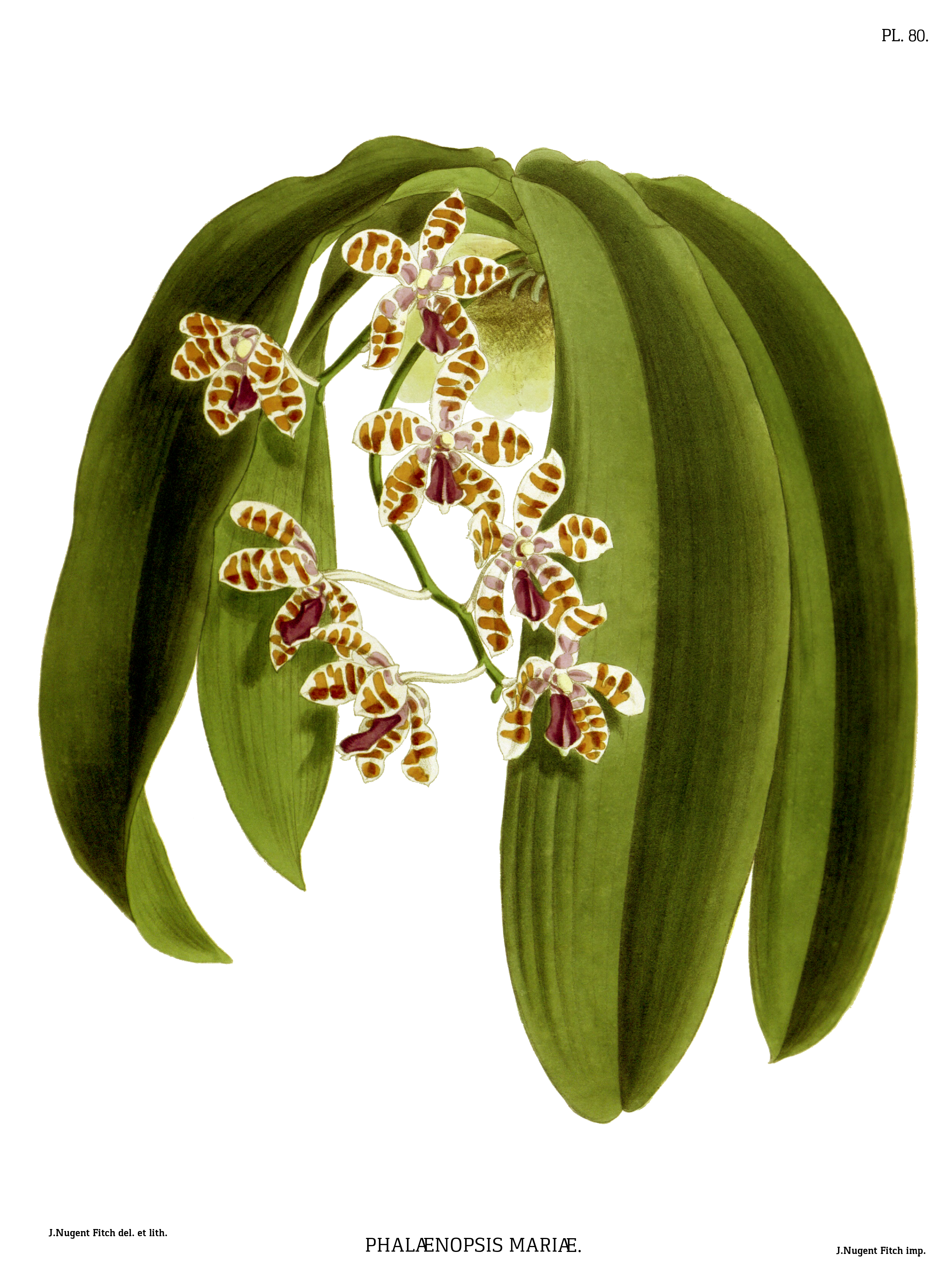
Abbildung von Phalaenopsis mariae in The Orchid Album

Phalaenopsis mariae wurde 1878 von Frederick William Thomas Burbidge, dem damaligen Direktor des Botanischen Gartens des Trinity College (Dublin), im Sulu-Archipel gefunden. Burbidge war im Auftrag von Veitch and Sons unterwegs. 1883 wurde die Pflanze erstmals von Burbidge in Warners und Williams The Orchid Album Band 2, Tafel 80 beschrieben. 
Heute ist es aufgrund der Ähnlichkeit zu Phalaenopsis bastianii und diverser Kreuzungen zwischen den beiden Arten schwer, artreine Phalaenopsis mariae im Handel zu erhalten, weshalb immer noch Wildimporte stattfinden, die den Bestand der Pflanzen in ihren natürlichen Lebensräumen stark bedrohen.